# Berjaya Hills

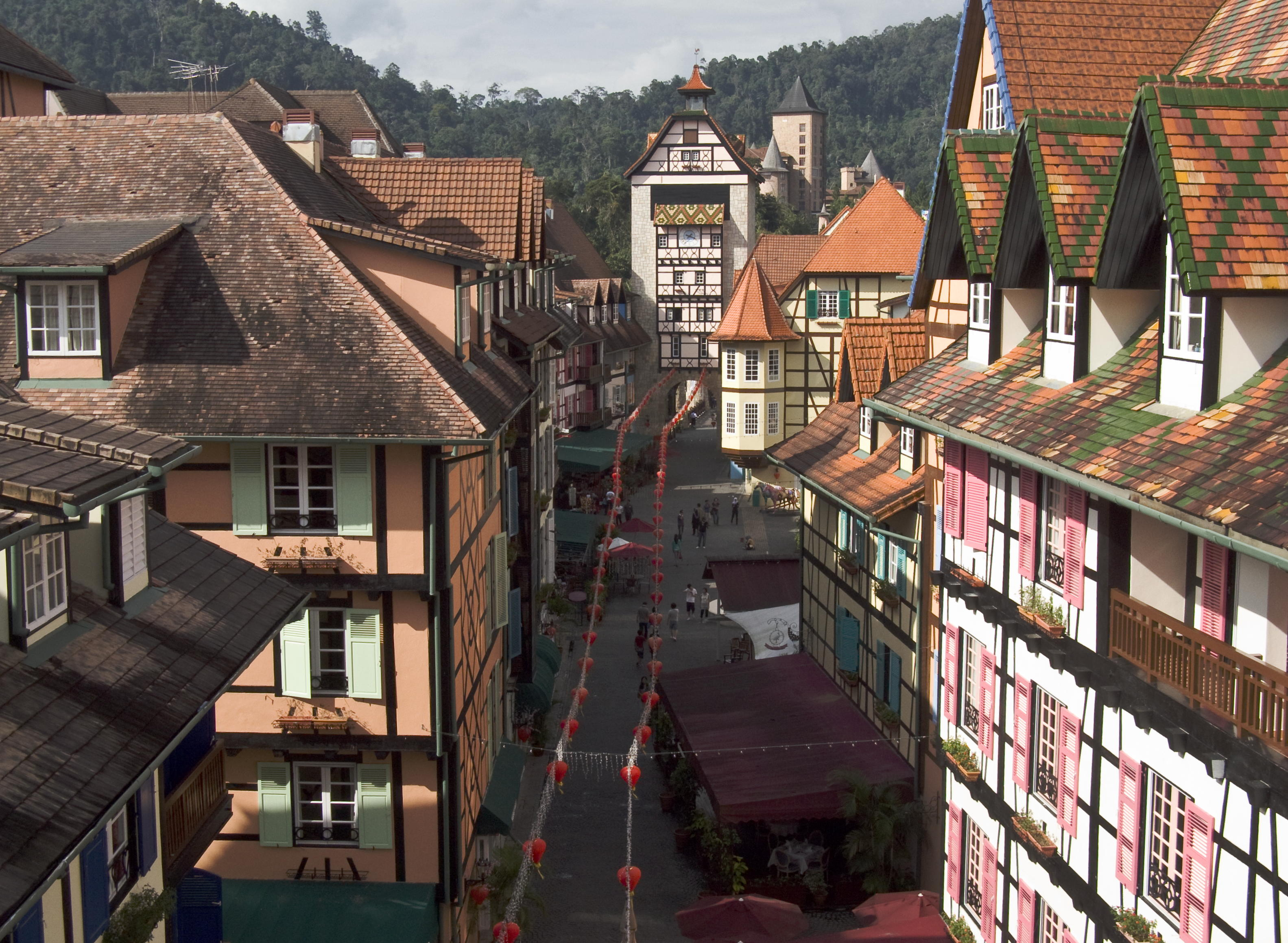
Innenhof des Resorts Colmar Tropicale

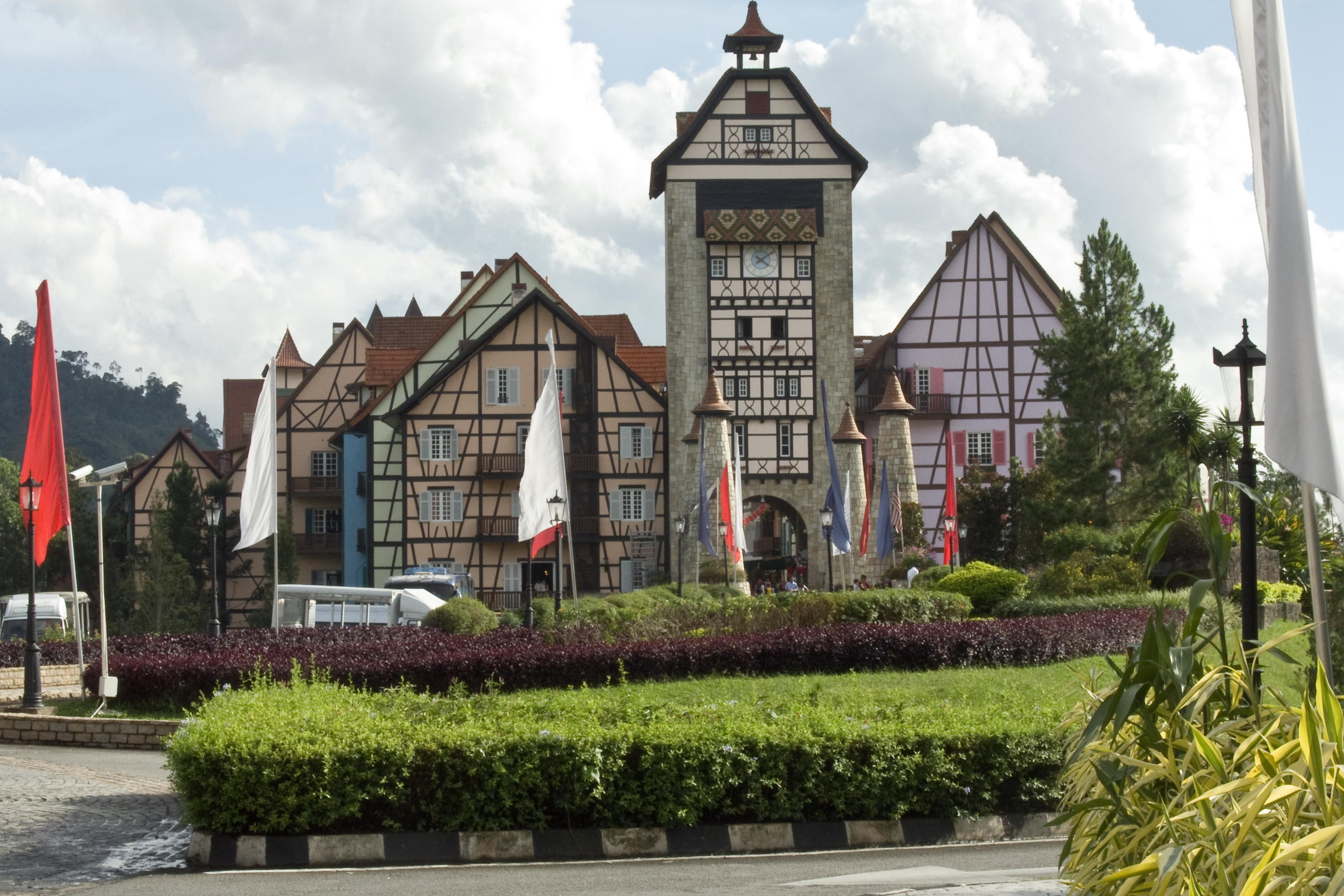
Außenansicht des Resorts

Das Hochland-Resort Berjaya Hills, von Einheimischen auch Bukit Tinggi genannt, befindet sich am Karak Highway nach Genting Highlands in der Nähe der Stadt Bentong im Bundesstaat Pahang in Malaysia.

## Lage und Klima
Das Resort Berjaya Hills erstreckt sich in einer Höhe von 820 Meter auf einem Bergrücken. Dort herrscht ein kühles Klima mit Nebel und Sonnenschein vor. Die Umgebung besteht aus Regenwäldern und verschlungenen Tälern und ist geprägt von einer üppigen Vegetation.

## Infrastruktur

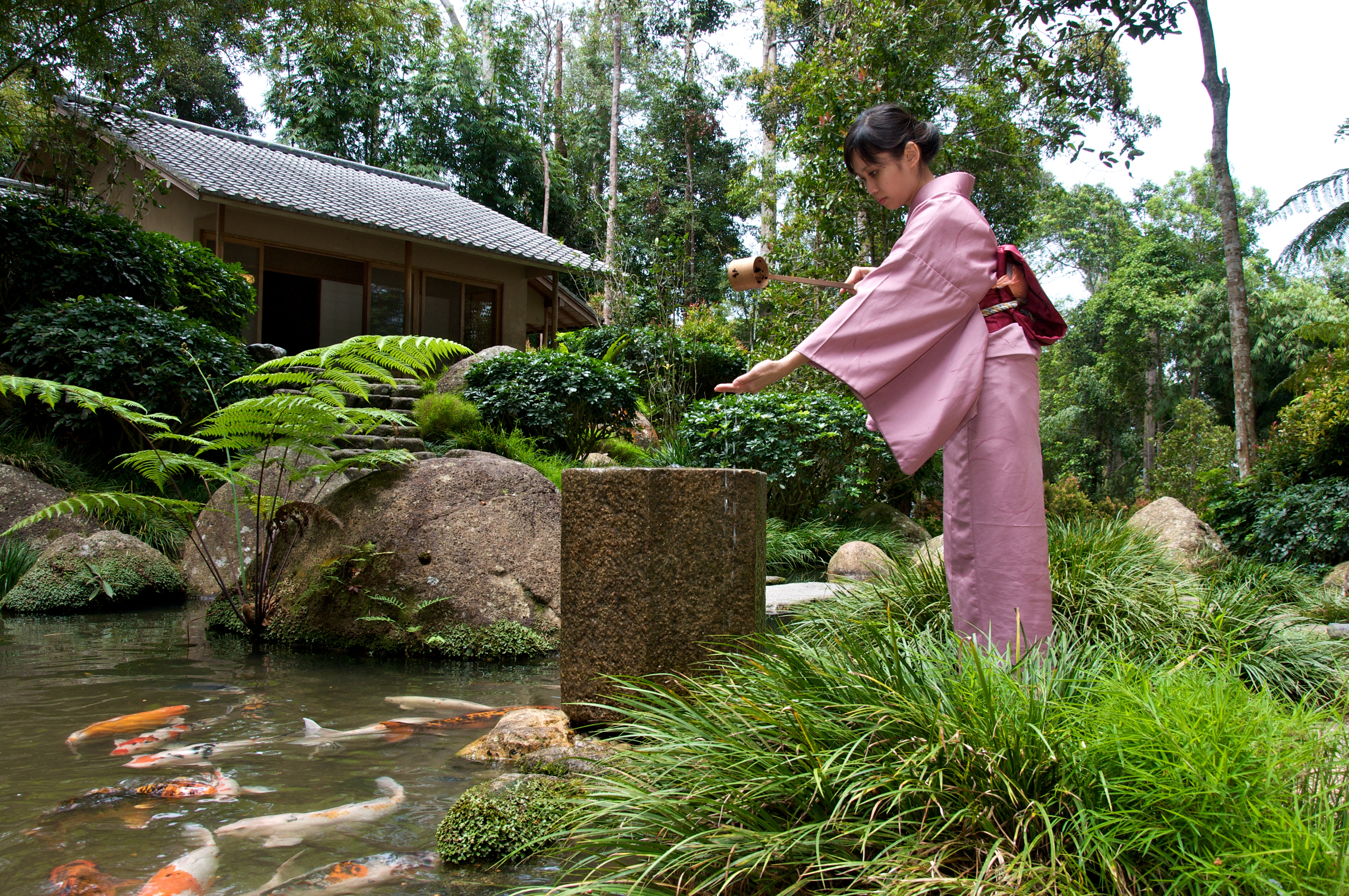
Japanischer Garten

Den touristischen Mittelpunkt des Resorts bildet der Hotel- und Appartementkomplex Colmar Tropicale, eine Nachbildung eines Quartiers aus dem 18. Jahrhundert der Stadt Colmar in der französischen Region Elsass. In dem mit Kopfstein gepflasterten Innenhof findet man Souvenirstände sowie Cafés und Bistros mit europäischer Küche. Auch verschiedene Straßenveranstaltungen, wie z. B. Tanzvorführungen oder kabarettistische Darbietungen finden hier statt.
Auf einem Hügel in der Nähe des Resorts Colmar Tropicale liegt das Japanische Dorf. Es ist eine Gartenlandschaft, die unter anderem ein japanisches Teehaus und einen Botanischen Garten umfasst. Wegen seiner Regenwald-Umgebung ist das Dorf auch ein beliebter Ort für Vogelbeobachtungen mit Blick auf das Tal.
Einen Teil des Japanischen Dorfs bildet der Botanische Garten, ein Naturpark im Hochlandregenwald. Dieses Areal ist größtenteils der Natur überlassen. Nur der Dschungelboden wurde von seiner ursprünglichen Vegetation befreit, um Platz für Schaupflanzen zu schaffen.
In dem orientalischen Atma-Tempel in der Nähe des Berjaya Hills Golf & Country Club befindet sich unter anderem ein Hauptaltar mit einer Statue der hinduistischen Gottheit Brahma sowie ein kleinerer Buddha-Altar.